# Calanthe subhamata
Calanthe subhamata är en orkidéart som beskrevs av Johannes Jacobus Smith. Calanthe subhamata ingår i släktet Calanthe och familjen orkidéer. Inga underarter finns listade i Catalogue of Life.